# Star Trek: Generations (soundtrack)
Star Trek: Generations is de originele soundtrack, gecomponeerd en gedirigeerd door Dennis McCarthy voor de film Star Trek: Generations uit 1994 van David Carson. Het album werd uitgebracht op 8 november 1994 door GNP Crescendo Records.
De muziek van Generations is gecomponeerd door McCarthy, de hoofdcomponist voor de televisieserie The Next Generation en werd daarmee de eerste Star Trek-componist die aan zowel televisie- als filmproducties werkte. Ondanks dat hij de taak had om de stijlen van beide series in evenwicht te brengen, bood het hem de mogelijkheid om een sterkere dramatische compositie te schrijven.
Op 29 oktober 2012 bracht GNP Crescendo Records de soundtrack opnieuw uit als een uitgebreide editie met twee cd's, inclusief niet eerder uitgebrachte nummers.

## Tracklijst
| 1.                 | Star Trek Generations Overture             | 4:13 |
| 2.                 | Main Title                                 | 2:52 |
| 3.                 | The Enterprise B / Kirk Saves The Day      | 3:13 |
| 4.                 | Deck 15                                    | 1:39 |
| 5.                 | Time Is Running Out                        | 1:12 |
| 6.                 | Prisoner Exchange                          | 2:57 |
| 7.                 | Outgunned                                  | 3:20 |
| 8.                 | Out Of Control / The Crash                 | 2:05 |
| 9.                 | Coming To Rest                             | 0:57 |
| 10.                | The Nexus / A Christmas Hug                | 7:07 |
| 11.                | Jumping The Ravine                         | 1:37 |
| 12.                | Two Captains                               | 1:32 |
| 13.                | The Final Fight                            | 8:15 |
| 14.                | Kirk's Death                               | 2:45 |
| 15.                | To Live Forever                            | 2:40 |
| 16.                | Enterprise B Bridge (SFX)                  | 3:13 |
| 17.                | Enterprise B Doors Open (SFX)              | 0:13 |
| 18.                | Distress Call Alert (SFX)                  | 0:10 |
| 19.                | Enterprise B Helm Controls (SFX)           | 0:16 |
| 20.                | Nexus Energy Ribbon (SFX)                  | 1:38 |
| 21.                | Enterprise B Deflector Beam (SFX)          | 0:08 |
| 22.                | Enterprise B Warp Pass-By (SFX)            | 0:14 |
| 23.                | Enterprise D Transporter (SFX)             | 0:12 |
| 24.                | Tricorder (SFX)                            | 0:30 |
| 25.                | Hypo Injector (SFX)                        | 0:03 |
| 26.                | Communicator Chirp (SFX)                   | 0:06 |
| 27.                | Door Chime (SFX)                           | 0:07 |
| 28.                | Enterprise D Warp Out #1 (SFX)             | 0:22 |
| 29.                | Bird Of Prey Bridge / Explosion (SFX)      | 2:51 |
| 30.                | Klingon Sensor Alert (SFX)                 | 0:08 |
| 31.                | Bird Of Prey Cloaks (SFX)                  | 0:04 |
| 32.                | Bird Of Prey De-Cloaks (SFX)               | 0:10 |
| 33.                | Klingon Transporter (SFX)                  | 0:12 |
| 34.                | Soran's Gun (SFX)                          | 0:11 |
| 35.                | Soran's Rocket De-Cloaks (SFX)             | 0:05 |
| 36.                | Shuttlecraft Pass-By (SFX)                 | 0:21 |
| 37.                | Enterprise D Bridge / Crash Sequence (SFX) | 3:21 |
| 38.                | Enterprise D Warp Out #2 (SFX)             | 0:09 |
| Totale duur: 61:08 |                                            |      |

### Uitgebreide uitgave (GNP Crescendo Records, 2012)
| 1.                 | Main Title                                                                                | 2:54 |
| 2.                 | Past Glory                                                                                | 1:19 |
| 3.                 | The Enterprise B                                                                          | 0:42 |
| 4.                 | Distress Call / Harriman and the Ribbon                                                   | 4:27 |
| 5.                 | Kirk Saves the Day / Deck 15 / HMS Enterprise                                             | 4:50 |
| 6.                 | Picard's Message / Raid Post Mortem                                                       | 4:43 |
| 7.                 | Data and the Emotions                                                                     | 0:54 |
| 8.                 | Time is Running Out                                                                       | 1:11 |
| 9.                 | Data Malfunctions                                                                         | 2:29 |
| 10.                | Soran Kidnaps Geordi                                                                      | 2:44 |
| 11.                | Guinan and the Nexus                                                                      | 2:47 |
| 12.                | Torture                                                                                   | 1:37 |
| 13.                | Soran's Plan Revealed                                                                     | 1:49 |
| 14.                | Prisoner Exchange                                                                         | 2:59 |
| 15.                | Outgunned                                                                                 | 3:22 |
| 16.                | The Gap / Coolant Leak / Appointment with Eternity / Out of Control / Blasted / The Crash | 5:43 |
| 17.                | Coming to Rest                                                                            | 1:00 |
| 18.                | The Nexus                                                                                 | 1:32 |
| 19.                | A Christmas Hug / The Kitchen Debate                                                      | 8:03 |
| 20.                | Coming to Rest                                                                            | 1:38 |
| 21.                | Two Captains / Crash Recap                                                                | 2:04 |
| 22.                | The Final Fight                                                                           | 6:15 |
| 23.                | The Captain of the Enterprise (Kirk's Death)                                              | 2:45 |
| 24.                | To Live Forever                                                                           | 2:40 |
| 25.                | Star Trek: Generations Overture                                                           | 4:13 |
| Totale duur: 74:40 |                                                                                           |      |

| 1.                 | Star Trek Generations Overture        | 4:13 |
| 2.                 | Main Title                            | 2:52 |
| 3.                 | The Enterprise B / Kirk Saves The Day | 3:13 |
| 4.                 | Deck 15                               | 1:39 |
| 5.                 | Time Is Running Out                   | 1:12 |
| 6.                 | Prisoner Exchange                     | 2:57 |
| 7.                 | Outgunned                             | 3:20 |
| 8.                 | Out Of Control / The Crash            | 2:05 |
| 9.                 | Coming To Rest                        | 0:57 |
| 10.                | The Nexus / A Christmas Hug           | 7:07 |
| 11.                | Jumping The Ravine                    | 1:37 |
| 12.                | Two Captains                          | 1:32 |
| 13.                | The Final Fight                       | 8:15 |
| 14.                | Kirk's Death                          | 2:45 |
| 15.                | To Live Forever                       | 2:40 |
| 16.                | Enterprise B Bridge                   | 3:13 |
| 17.                | Enterprise B Doors Open               | 0:13 |
| 18.                | Distress Call Alert                   | 0:10 |
| 19.                | Enterprise B Helm Controls            | 0:16 |
| 20.                | Nexus Energy Ribbon                   | 1:38 |
| 21.                | Enterprise B Deflector Beam           | 0:08 |
| 22.                | Enterprise B Warp Pass-By             | 0:14 |
| 23.                | Enterprise D Transporter              | 0:12 |
| 24.                | Tricorder                             | 0:30 |
| 25.                | Hypo Injector                         | 0:03 |
| 26.                | Communicator Chirp                    | 0:06 |
| 27.                | Door Chime                            | 0:07 |
| 28.                | Enterprise D Warp Out #1              | 0:22 |
| 29.                | Bird Of Prey Bridge / Explosion       | 2:51 |
| 30.                | Klingon Sensor Alert                  | 0:08 |
| 31.                | Bird Of Prey Cloaks                   | 0:04 |
| 32.                | Bird Of Prey De-Cloaks                | 0:10 |
| 33.                | Klingon Transporter                   | 0:12 |
| 34.                | Soran's Gun                           | 0:11 |
| 35.                | Soran's Rocket De-Cloaks              | 0:05 |
| 36.                | Shuttlecraft Pass-By                  | 0:21 |
| 37.                | Enterprise D Bridge / Crash Sequence  | 3:21 |
| 38.                | Enterprise D Warp Out #2              | 0:09 |
| 39.                | Prisoner Exchange (film version)      | 2:59 |
| 40.                | A Christmas Hug (choir only)          | 1:22 |
| 41.                | Lifeforms (vocals by Brent Spiner)    | 0:17 |
| Totale duur: 63:58 |                                       |      |